# Acraea pseudacontias
Acraea pseudacontias är en fjärilsart som beskrevs av Witchgraf 1914. Acraea pseudacontias ingår i släktet Acraea och familjen praktfjärilar. Inga underarter finns listade i Catalogue of Life.